# Église réformée de Pologne
 (juillet 2023).
Si vous disposez d'ouvrages ou d'articles de référence ou si vous connaissez des sites web de qualité traitant du thème abordé ici, merci de compléter l'article en donnant les références utiles à sa vérifiabilité et en les liant à la section « Notes et références ».
L'Église réformée de Pologne, officiellement l'Église évangélique réformée en république de Pologne, en polonais : Kościół Ewangelicko-Reformowany w RP est une église protestante calviniste historique en Pologne, établie au XVIe siècle. Elle est membre de la Communion mondiale d'Églises réformées.

## Structure et organisation

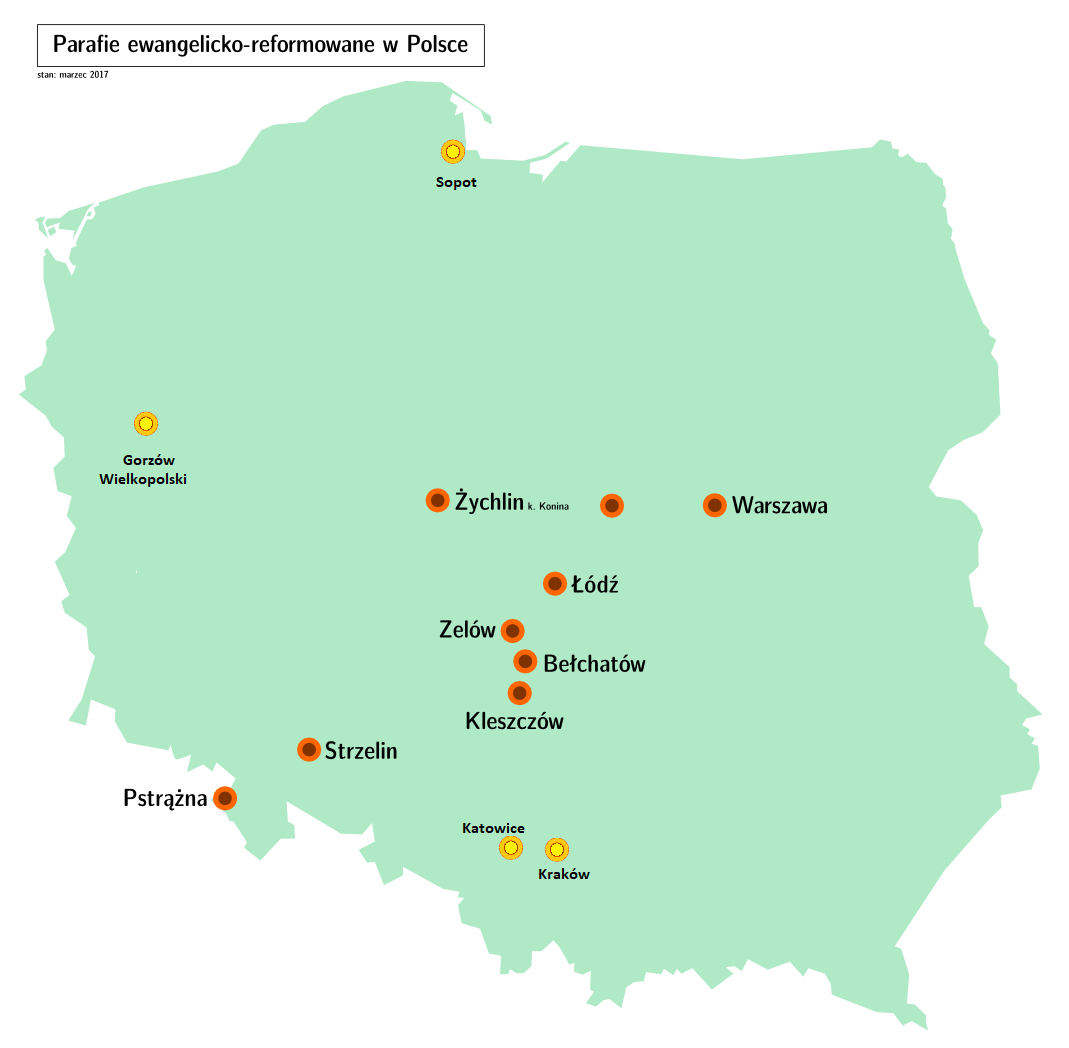
Emplacements des huit congrégations.

Selon l'Office central des statistiques de Pologne, l'Église réformée polonaise compte 3 461 membres en 2015. La majorité des membres d'église sont situées dans le centre de la Pologne. En 2014, sur un nombre total de 3 464 adhérents, 1800 vivaient dans la voïvodie de Łódź et 1000 dans la ville de Varsovie.
Il y a huit congrégations en Pologne 
- L'église réformée de Varsovie
- Łódź
- Zelow
- Belchatów
- Kleszczów
- Żychlin
- Strzelin
- Pstrążna (partie de la ville de Kudowa-Zdrój )

En outre, des congrégations émergentes existent dans d'autres villes, notamment Poznań, Wrocław et Gdańsk. En 2003, l'Église effectue la reconnaissance de ministère de la première femme pasteure, et deux autres étudiantes sont en formation. L'Église réformée polonaise est une église minoritaire en Pologne, où environ 90 % de la population est catholique.

## Histoire

### XVIe–XVIIIesiècles

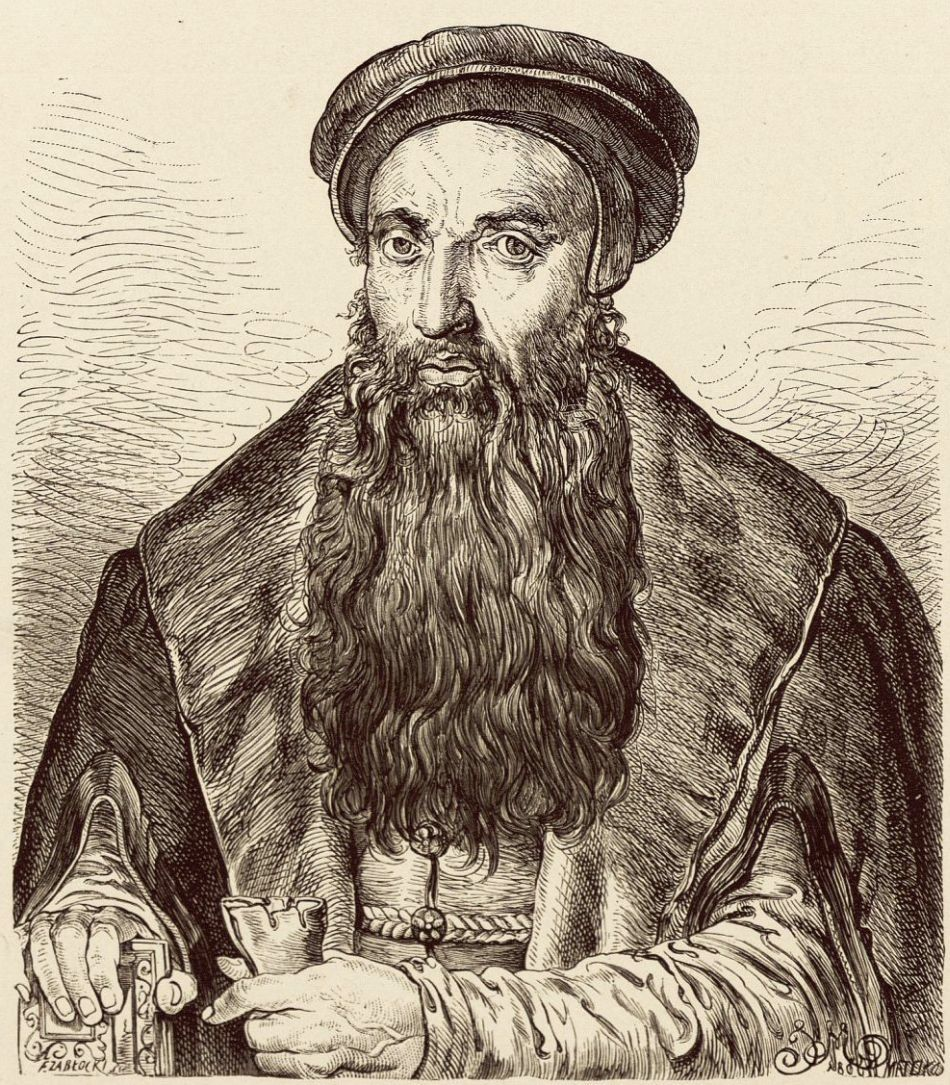
La réformateur Jan Łaski, organisateur de l’Église réformée de Pologne.

À la Renaissance, les idées nouvelles de la Réforme protestante atteignent en Pologne. Le luthéranisme s’étend d'abord dans les couches intellectuelles des grandes villes, sensibles au mouvement humaniste. En 1525, le roi catholique Sigismond Ier l'Ancien (1506-1548) reconnait comme vassal le prince luthérien Albert de Brandebourg-Ansbach, duc de Prusse. Bien que le roi s'opposent à la Réforme, les humanistes de l'union polono-lituanienne commencent à étudier les écrits du théologien suisse Ulrich Zwingli et du français Jean Calvin. Le groupe le plus célèbre et influent se rassemble à Cracovie, capitale du pays, autour de l'imprimeur et vendeur de livres Jan Trzecielski. Le premier service religieux calviniste a lieu en 1550 à Pińczów, une petite ville proche de Cracovie, où le noble local, converti à la foi réformée, ferme le monastère de la ville. D'autres nobles emboîtent le pas, et le premier synode calviniste de Petite-Pologne a lieu en 1564 à Słomniki, près de Cracovie, qui forme les Frères de la Petite-Pologne (Jednota Małopolska)
Entre-temps, dans le nord de la Pologne, une autre église calviniste se forme. Les Frères moraves, persécutés par l'empereur Ferdinand Ier Habsbourg, trouvent refuge en Grande-Pologne (1548). Le nombre de leurs congrégations passe de 20 en 1555 à 64 en 1570. Leur centre principal était la ville de Leszno, protégés par la famille Leszczyński. Ainsi se forment les Frères de la Grande Pologne (Jednota Wielkopolska). Les Frères de la Grande Pologne et de la Petite Pologne signent en 1555 un accord d'Union. Mais les nobles réformés de la Petite Pologne jugent les Frères moraves trop hiérarchiques et antidémocratiques, et décident d'adopter une structure ecclésiale synodale, alors que les églises de la Grande Pologne adoptent une structure presbytérienne.

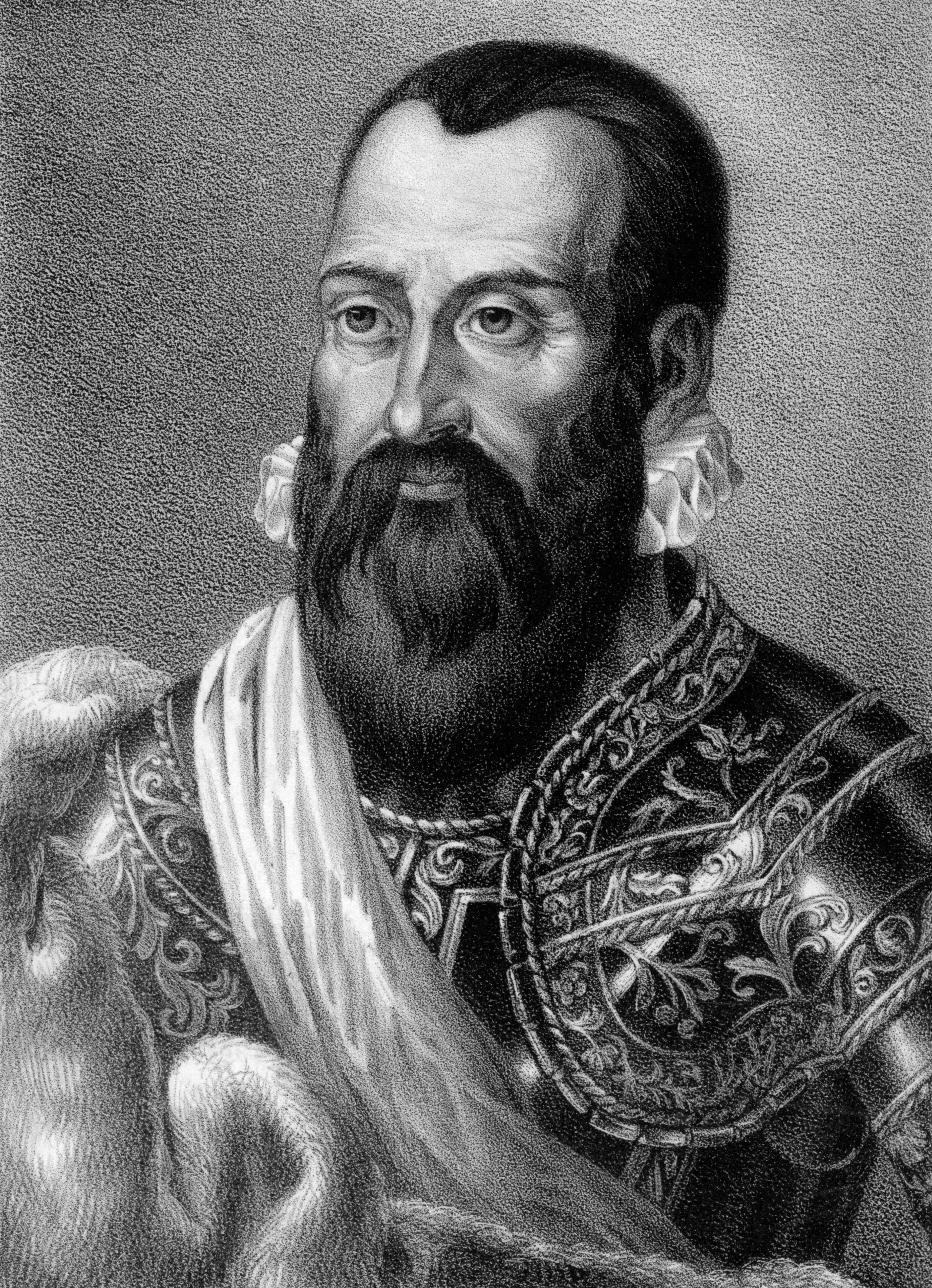
Portrait de Nicolas Christophe Radziwill (1515-1565), dit "Le Noir".

Dans le grand-duché de Lituanie - territoire qui comprend aujourd'hui la Lituanie, la Biélorussie et une partie de l'Ukraine - l'aristocrate Nicolas Christophe Radziwill (1515-1565), dit « le Noir », reçoit en 1552 un prédicateur réformé. Il est suivi par son cousin Nicolas Radziwiłł, dit  « le Rouge ». Certaines des idées de la Réforme sont connues au palais de Sigismond II par le lituanien Abraomas Kulvietis, pédagogue impopulaire parmi la hiérarchie catholique en raison de ses croyances luthériennes. Lorsque la reine s'absente en 1542, Abraomas Kulvietis doit quitter le pays. Le premier synode a eu lieu en 1557. Deux ans plus tard, les Lituaniens signent un accord d'union avec les Frères de la Petite Pologne. Un grand nombre de convertis vient de la noblesse orthodoxe. Les Frères lituaniens Jednota Litewska sont ainsi formés.

Religions dans la république des Deux Nations en 1573

En 1556, le théologien polonais Jean de Lasco arrive d'Europe occidentale et organise l'Église réformée polonaise. Voyant que le nouveau roi Sigismond II Auguste accueille favorablement les idées nouvelles, il essaye d'écrire une confession commune aux trois églises calvinistes ainsi qu'aux luthériens. Mais il meurt en 1560, épuisé par le surmenage n'ayant réalisé que la consolidation des Frères de la Petite-Pologne. Peu après, en 1563, ces derniers sont affaiblis par le schisme des unitariens de la Petite Église polonaise. La même année, la deuxième confession helvétique est traduite en polonais et est adoptée par les frères lituaniens et de Petite-Pologne. Dans un hommage posthume à Jean de Lasco, les frères moraves, les deux églises calvinistes et luthériennes de Pologne conviennent en 1570 de la confession de Sandomir (Konfesja Sandomierska), traduction irénique de la deuxième confession helvétique. Ils forment ainsi en théorie une église protestante unie.
En 1573, une loi est adoptée en Pologne interdisant toute persécution fondée sur la religion, un édit de tolérance sans précédent dans l'Europe de l'époque. Les protestants forment alors plus de 65 % de membres de la chambre basse et à peu près la moitié de la chambre haute du Parlement. Les calvinistes ouvrent des écoles à Pińczów, Leszno, Cracovie, Vilnius, Kėdainiai et à Słuck, dans la Biélorussie actuelle. Ils impriment la première Bible complète en polonais, la Bible de Brest, commandée par Nicolas Radziwiłł "le noir" en 1563 à Brest-Litovsk. Dans certaines régions, le nombre de paroisses réformées dépasse le nombre de paroisses catholiques romaines, mais en proportion le mouvement ne dépasse jamais 20 % de la population totale et 45 % de la noblesse.
La réaction catholique ne tard pas, et en 1565 les jésuites de la Contre-Réforme sont invités par le clergé. Des émeutes religieuses ont lieu, qui font expulser les protestants des principales villes de Pologne (Cracovie, Poznań, Lublin) à l'exception notable de Wilno. La scission unitarienne affaibli l'église et, en 1595 l'Union calviniste-luthérienne s'effondre. Le nouveau roi, Sigismond III Vasa, résolument catholique, refuse de soutenir les protestants et à partir du début du XVIIe siècle l'église est en perte de vitesse. Les trois églises calvinistes perdent des églises et des fidèles. Ils obtiennent un bref répit sous le règne du roi Ladislas IV Vasa (1632-1648). S'ensuit la période des guerres civiles et des conflits avec l'empire suédois, le  tsarat de Russie et l'empire ottoman, qui ravagent le pays pendant la seconde moitié du siècle.
À ce moment-là, il ne reste qu'une poignée de fidèles. Presque tous les aristocrates se sont convertis au catholicisme et le dernier protestant du Sénat meurt en 1668. La montée de l'intolérance commence en 1658, lorsque les unitariens sont expulsés du pays. En 1668, la conversion des catholiques au protestantisme est passible de la peine de mort. En 1717, la noblesse protestante est dépouillée de tous ses droits politiques, qui ne lui sont rétablis qu'en 1768. Bien qu'un petit nombre de huguenots, protestants français, se sont réfugiés en Pologne après la révocation de l'édit de Nantes en 1685, notamment à Gdańsk et à Varsovie, leur nombre diminue. En 1768, il n'y a plus que 40 temples réformés, contre 500 en 1591.
En 1768, sous la pression de la Russie orthodoxe et de la Prusse protestante, la Diète polonaise rétablit à contrecœur les droits politiques de la noblesse polonaise, tout en accordant une liberté de culte et de religion presque totale. Seule l'interdiction d'abjurer du catholicisme est maintenue. Sous le roi éclairé Stanislas II August Poniatowski (1764-1795), les réformés relève la tête. De nouveaux temples sont élevés, notamment à Poznań et Piaski. À Varsovie, dans la capitale, une nouvelle congrégation s'organise, la Paroisse évangélique réformée de Varsovie, qui érige une nouvelle église en 1776. Cette congrégation est composée de nobles polonais et de négociants d'origine écossaise, anglaise, suisse, française huguenote, hollandaise et allemande. Les cultes ont lieu en polonais, allemand et français.
En 1777, dans la congrégation de Sielec, en Petite-Pologne, une union est signée entre les réformés polonais et les luthériens, et l'Union de Sandomir est réaffirmée. Un consistoire commun est établi avec six membres, en nombre égal parmi les calvinistes et les luthériens, avec deux pasteurs, deux bourgeois et deux nobles. Cette union est dissoute en 1782, mais les protestants de Pologne continuent de croître et de s'étendre, en particulier à Varsovie, dont la congrégation éclipse les autres. Cette période d'optimisme est écourtée lors des trois partages de la Pologne par la Prusse, la Russie et l'Autriche en 1772, 1793 et 1795, qui font disparaître le pays pendant plus d'un siècle.

### Les réformés polonais sans la Pologne (1795-1918)
Les Frères de la Grande Pologne sont incorporés en 1817 à l'Église protestante de l'Union prussienne en tant que district séparé mais sans aucune autonomie, la province ecclésiastique de Posen. Entre 1829 et 1853, l'évêque Carl Andreas Wilhelm Freymark (1785–1855) dirige la province comme que surintendant général. Sous la pression du gouvernement prussien, l'Église unie abandonne le polonais dans sa liturgie, et la plupart des anciens nobles calvinistes choisissent de se convertir au catholicisme plutôt que de devenir allemands. En Autriche, les paroisses réformées sont incorporées à l'Église protestante d'Augsbourg et de la Confession helvétique d'Autriche, en formant un séniorat distinct de ceux des luthériens.
Au XIXe siècle, le nombre de paroisses réformées polonaises passe de quatre à une seule, à Cracovie. Les calvinistes y partageaient le temple avec les luthériens, et ceux-ci devinent si dominants qu'à partir de 1828, seuls les pasteurs luthériens sont appelés à la chaire.
Le calvinisme polonais est maintenu dans les terres prises par la Russie. La congrégation de Varsovie devient le navire amiral de la dénomination. Les Frères lituaniens conserve leur structure synodale et érigent une église monumentale à Vilnius au début du XIXe siècle.
En 1803, des colons tchèques fondent une ville et une congrégation à Zelów. En 1829, sous la direction du surintendant Karol Diehl une nouvelle union administrative est signée avec les luthériens. La prédominance des luthériens, ainsi que l'échec de Insurrection de Novembre en 1830 conduisent le tsar Nicolas Ier de Russie à dissoudre l'Union en 1849. Les Frères de la Petite-Pologne sont dissous, ses six paroisses fusionnent en une seule à Sielec, placée sous la responsabilité du Consistoire réformé de Varsovie. Les Frères lituaniens évitent la dissolution, mais leurs écoles sont confisquées par l'État russe.
De nouvelles congrégations sont établies en 1852 à Lublin, Seirijai et Suwałki. Les Tchèques de Zelów émigrèrent vers d'autres parties de la Pologne et forment de nouvelles congrégations à Kuców (1852), Żyrardów (1852) et Łódź (1904). Malgré la répression russe après l'Insurrection de Janvier en 1863, dans lequel de nombreux nobles réformés sont impliqués, l'église reste polonaise intègre les nouveaux groupes d'immigrants. Dans les années 1880, elle ne compte que 5 pasteurs desservant 10 congrégations.
Au début du XXe siècle, un certain nombre de calvinistes polonais de Żyrardów, Kuców et Zelów émigrent aux États-Unis. En 1915, une paroisse presbytérienne polonaise est formée à Baltimore, dans le Maryland. Cette paroisse ferme en 1941.

### Dans la Pologne indépendante (1918-1939)
Après l'indépendance de la Pologne, les Frères de Varsovie et de Lituanie expriment leur joie et leur désir de s'unir en une seule église. En 1918, les Frères de Varsovie accordent aux femmes le plein droit de vote dans les assemblées d'église, les congrégations et les synodes. Jusqu'aux années 1930, les deux églises connaissent une croissance rapide. Les Frères de Varsovie organisent de nouvelles congrégations à Toruń, Poznań, Lviv en Ukraine, et Cracovie. En raison de l'activité missionnaire, quelques milliers d'Ukrainiens sont convertis au protestantisme et sont organisés en un synode semi-indépendant. En 1926, l'église commence à publier un journal d'église bihebdomadaire, Jednota, Frères, qui existe encore aujourd'hui.
Les Frères lituaniens subissent d'énormes pertes, lorsque les paroisses lituaniennes perdent les anciens centres religieux tels de Słuck, Kojdanów, Minsk,  absorbés par la Russie. Ils intègrent alors des anglicans polonais dans un synode séparé, et forment des missions auprès des Ukrainiens et des Biélorusses. Les pourparlers d'union reprennent en 1939 mais sont interrompus par le déclenchement de la Seconde Guerre mondiale.
En 1939, les Frères de Varsovie comptent plus de 20 000 membres, et les Frères lituaniens près de 5 000 membres. En dehors de ces deux églises, l'Église protestante unie de Pologne, Kościół Ewangelicko-Unijny w Polsce, issue de l'Église de l'ancienne Union prussienne, compte environ 3000 fidèles et l'Église protestante d'Augsbourg et de la confession helvétique de la Petite-Pologne, issue de la partie polonaise de l'ancienne Église autrichienne unie, en compte 2 000. Le nombre total de réformés en Pologne est d'environ 30 000 membres. Ceux-ci comprennent des Polonais d'origine polonaise, tchèque, lituanienne, allemande, ukrainienne, biélorusse et juive.

### Seconde Guerre mondiale et régime communiste
Le 1er septembre 1939, l'Allemagne nazie envahit la Pologne, et le 17 septembre, l'Union soviétique aussi. Après un combat désespéré, la Pologne est occupée par la Russie et l'Allemagne et le gouvernement s'exile. Tant les nazis que les soviétiques instaurent la terreur dans les territoires conquis. Ces mesures touchent les réformés. Le maire de Varsovie, Stefan Starzyński, protestant réformé, est arrêté par la Gestapo et exécuté en décembre 1939. À Łódź, le pasteur se voit interdire de prêcher en polonais. Il tentent en tchèque pour éviter l'allemand et arrêté par la Gestapo après le culte de la veillée de Noël en 1940, déporté au camp de concentration de Dachau où il est assassiné. La congrégation est supprimée et les cultes cessent. La même chose arrive aux congrégations de Toruń, Poznań et Lublin.
La paroisse de Varsovie survit sous la direction du surintendant général Stefan Skierski, mais, à la suite de l'insurrection de Varsovie, où elle est impliquée, elle a été dispersée. Déportations, exécutions et travaux forcés déciment l'église.
La persécution se poursuit sous l'Union soviétique, la population protestante ukrainienne est soumise à des déportations et presque complètement anéantie. La congrégation de Wilno est soumise au synode lituanien, puis les services polonais reçoivent l'ordre de cesser. La noblesse et l'intelligentsia sont traquées et exécutées ou déportées en Sibérie.
En 1947 a lieu le nouveau synode réformé d'après-guerre. Le pasteur Skierski est de réélu surintendant, mais meurt d'épuisement, brisé par les atrocités de la guerre. La situation de l'église est dramatique : seuls trois ministres résident en Pologne ; les églises de la Lituanie et de la Biélorussie actuelles ont été absorbées par l'URSS ; l'église de Sielec et Tabor ont été saisies comme "allemandes" par la population catholique ; Varsovie est rasée par les Allemands, qui détruisent 80 à 90 % des bâtiments de la ville.
Le nombre de fidèles est estimé à 5000, soit un sixième du nombre de 1939. Il baisse encore, car les calvinistes allemands et tchèques quittent la Pologne. Les vieux temples calvinistes de l'ouest de la Pologne sont repris par les catholiques, qui refusent de les rendre. Le manque de pasteurs est criant jusqu'à la fin des années 1950. Certains réformés polonais restent en Occident plutôt que de revenir vivre sous la dictature communiste. Ils forment l'Église polonaise réformée de Londres, qui existé jusqu'en 1991.

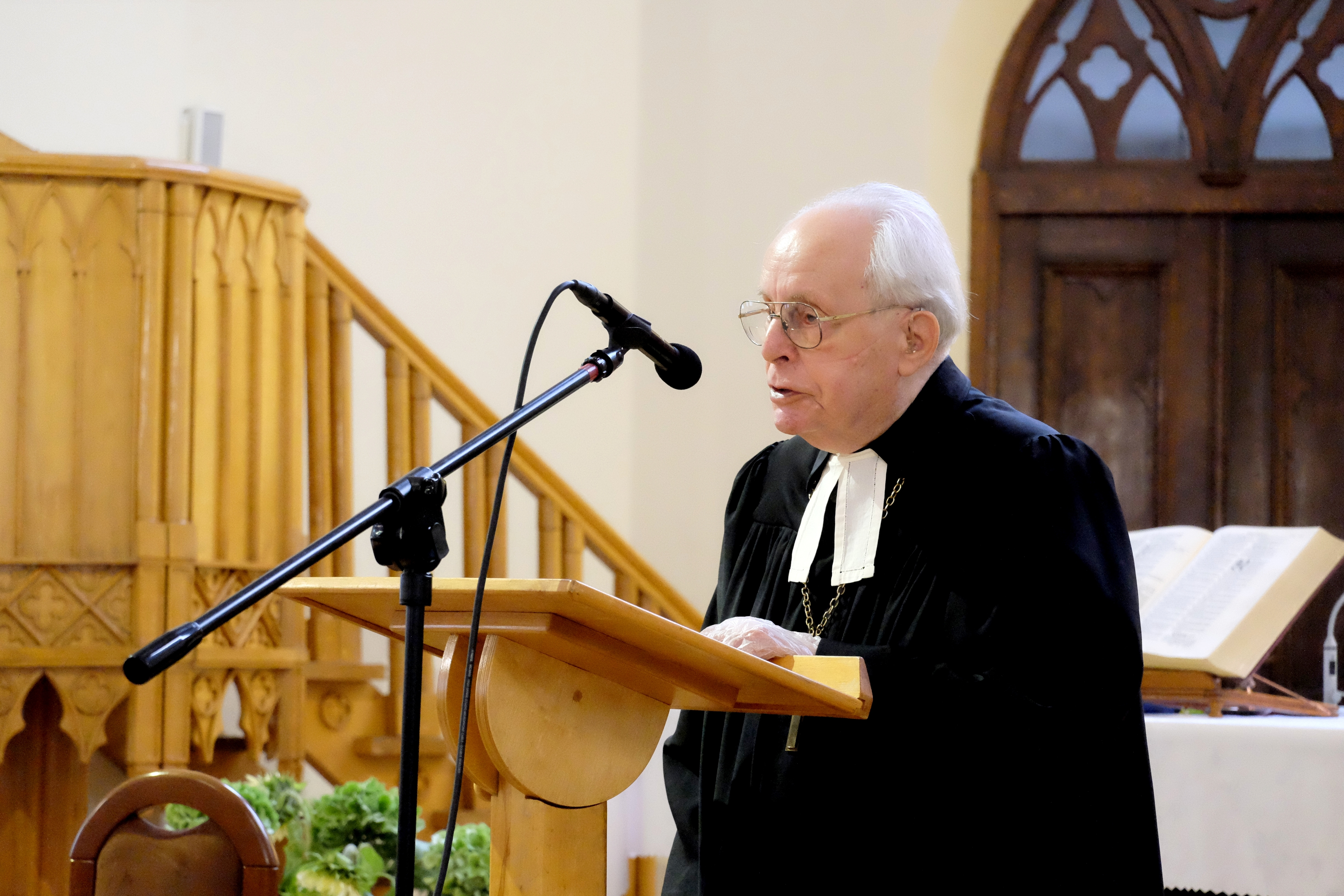
La président du Conseil national de l’Église réformé Zdzisław Tranda; en 2020.

## Membres notables
- Józef Beck (1894-1944)
- Leopold Stanisław Kronenberg (1812-1878)
- Zofia Nałkowska (1884 -1954)
- Élisa Radziwiłł (1803-1834)
- Leonard Skierski (1866-1940)
- Waclaw de Szamotuly (1520-1560)
- Jan Zamoyski (1542-1605)
- Stefan Żeromski (1864-1925)